# Refugi Casa de Piedra
El Refugi Casa de Piedra o Casa de Piedra està situat al Balneari de Panticosa a la vall de Tena al terme municipal de Panticosa a 1.630 m d'altitud. És un refugi de muntanya guardat tot l'any amb 88 places en habitacions amb llitera correguda. Disposa de servei de menjars, dutxes i lavabos, armariets, cuina lliure, aigua calenta, calefacció, mantes i zona d'aparcament a peu de refugi. És titularitat de l'Ajuntament de Saragossa cedit a la Federació Aragonesa de Muntanyisme i va ser inaugurat el 1985. S'accedeix en 5 hores des del refugi de Respomuso pel coll de Tebarrai i també 5 hores des del refugi de Wallon.

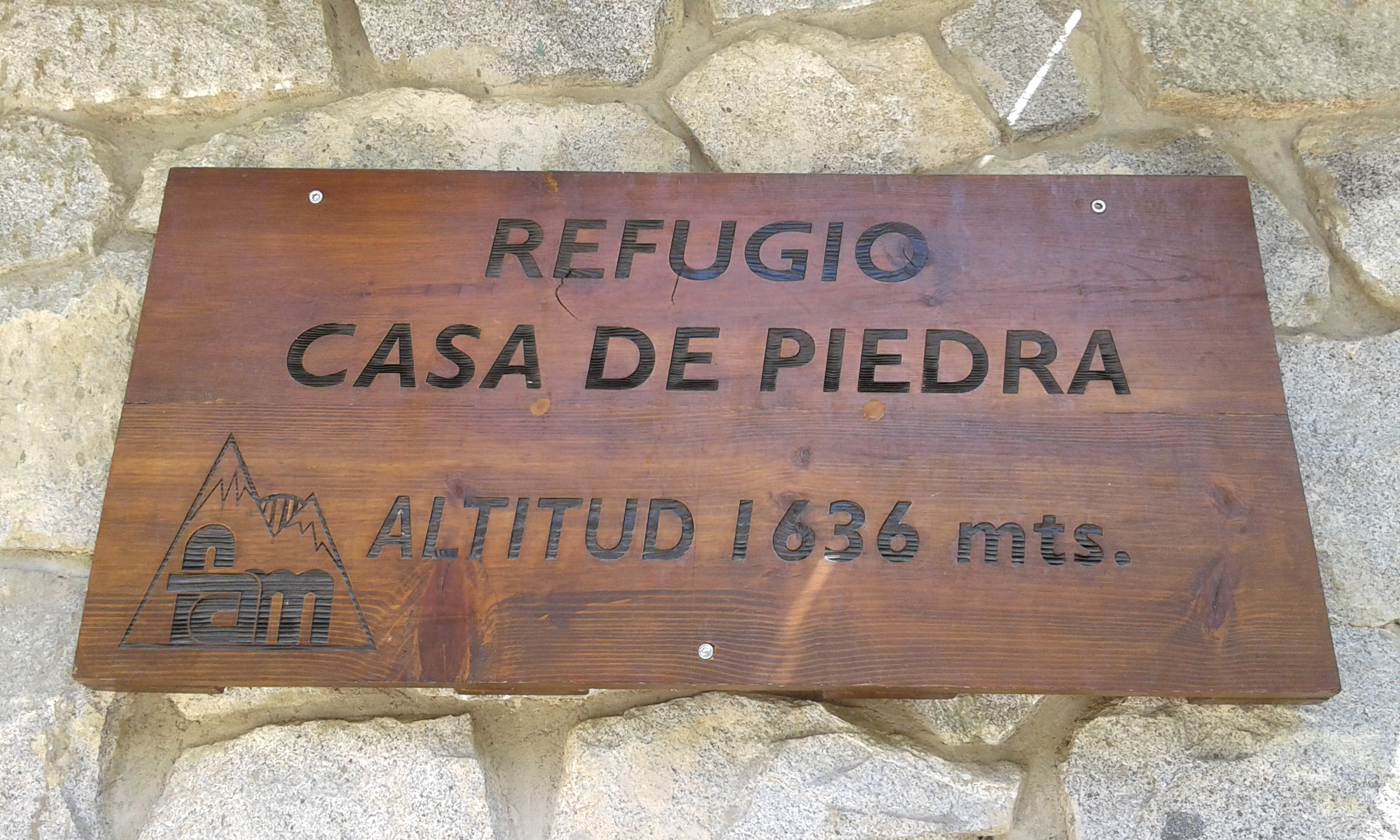

## Activitats
És punt de partida per a molts excursionistes, als ibons de Bramatuero, Bachimaña, Azules i Pondiellos, practicar senderisme pel GR 11, ascensions a cims com l'Argualas, Arnales, pics Infierno occidental, oriental i central. Es pot combinar l'estada amb el refugi dels Ibons de Bachimaña a 2.200 m.